# Аксюек, Диляра
Диляра́ Аксюе́к (тур. Dilara Aksüyek; род. 24 июля 1987, Измир) — турецкая актриса.

## Биография и карьера
Диляра родилась 24 июля 1987 года в Измире; единственный ребёнок в семье. До 7 лет Диляра жила в Измире, затем её семья переехала в Эдирне. Обучалась в театральной студии центра искусств Мюждата Гезена.
Диляра стала известна после роли Шадие в сериале «Милосердие». 
В 2015 году Диляра присоединилась к актёрскому составу сериала «Великолепный век. Империя Кёсем». Первоначально Диляра играла черкесскую наложницу Рашу-хатун, однако после пятой серии сериал покинула актриса Джейда Олгунер, исполнявшая роль Махфируз-хатун. Создателями сериала было принято решение сменить на Махфирузе имя персонажа Диляры.
В 2022 году Диляра снялась в драматическом сериале «Отец», где одну из главных ролей играет актёр кино Толга Сарыташ. До этого она снималась в сериалах «Невеста из Стамбула», «Задира», «Беда на голову».

## Личная жизнь
С лета 2015 года Диляра встречалась с актёром Джейхуном Менгироглу. В 2020 году пара рассталась.

## Фильмография
| Год       |   | Русское название                | Оригинальное название  | Роль             |
| --------- | - | ------------------------------- | ---------------------- | ---------------- |
| 2012      | с | Один из домов                   | Evlerden Biri          | Филиз            |
| 2013—2014 | с | Милосердие                      | Merhamet               | Шадие            |
| 2014      | ф | Старый друг                     | Kadim Dostum           | Дениз            |
| 2015      | с | Её имя счастье                  | Adı Mutluluk           | Долунай          |
| 2015—2016 | с | Великолепный век. Империя Кёсем | Muhteşem Yüzyıl: Kösem | Махфирузе-султан |
| 2016      | с | Лишён                           | Mahrumlar              | Танем            |
| 2017      | с | Невеста из Стамбула             | Istanbul'ün Gelin      | Ипек             |
| 2020—2021 | с | Arıza                           | Задира                 | Фюсун            |
| 2021      | с | Беда на голову                  | Baş Belası             | Назлы            |
| 2022      | с | Отец                            | Baba                   | Элиф             |
| 2022—2023 | с | Боль в сердце                   | Yürek Çıkmazı          | Фериде           |